# Euphorbia ceroderma
Euphorbia ceroderma är en törelväxtart som beskrevs av Ivan Murray Johnston. Euphorbia ceroderma ingår i släktet törlar, och familjen törelväxter. Inga underarter finns listade i Catalogue of Life.